# Eduardo Fernández del Pozo y del Río
Eduardo Fernández del Pozo y del Río fou un advocat i polític republicà espanyol, diputat a les Corts Espanyoles de la restauració borbònica.
Advocat originari de Jaén i conseller nacional del Partit Republicà Democràtic Federal, fou elegit diputat a les eleccions generals espanyoles de 1914 i 1916 pel districte de Girona amb suport de la Unió Federal Nacionalista Republicana (UFNR)